# Consolation
Consolation (v překladu útěcha) byla nizozemská grindcore/death metalová kapela založená v roce 1989 ve městě Zaanstreek.
Tři z členů Consolation (Toep Duin, Dennis Jak a Manoloxx) byli aktivní ještě v black metalové kapele Unlord.
Debutní studiové album Brave Melvin from the Southern Point vyšlo v roce 1995. V roce 1999 se Consolation rozpadli.
V roce 2002 došlo ke vzkříšení kapely pod názvem Cardinal, v roce 2005 definitivně zanikla. Celkem vydala dvě studiová alba.

## Diskografie
Dema
- Consolation (1990)
- Demo (1991)

Studiová alba
- Brave Melvin from the Southern Point (1995)[2]
- Stahlplaat (1998)

EP
- The Truth (1994)
- Baptized in Cum (2003) – už pod názvem Cardinal

Split nahrávky
- Beautyfilth / Tempter (1993) – společně s kapelou Nembrionic Hammerdeath
- Hardcore Leeft (1994) – společně s kapelami Nembrionic a Osdorp Posse